# Highgate temető
A Highgate temető (Highgate Cemetery) London egyik sírkertje, amelyet a 19. században hoztak létre. Tervezője Stephen Geary volt.

## Története
Az 1800-as évek elejére London belvárosi temetői megteltek, ezért a városvezetés úgy döntött, hét új sírkertet (Kensal Green, Highgate, West Norwood, Abney Park, Nunhead, Brompton és Tower Hamlets) nyitnak. A Highgate temetőt 1839. május 20-án szentelte fel a város püspöke, majd hat nap múlva megtartották az első temetést: a 36 éves Elizabeth Jackson földi maradványait hantolták el. A temető hamar divatos temetkezési hellyé vált. A viktoriánus kori Angliát áthatotta a romantika, amely egyiptomi és gótikus stílusú sírokat eredményezett a Highgate-ben. 1854-ben az eddigi (nyugati) területhez újabbat (keleti) kapcsoltak a Swains Lane túloldalán.
A temetőben a brit elit számos tagját helyezték végső nyugalomra, legalább 850 közismert ember – köztük a Királyi Művészeti Akadémia 18 tagja, London hat főpolgármestere és a Royal Society 48 tudósa – alussza örök álmát a sírkertben. Ebben a temetőben található a sírja mások mellett Karl Marxnak, Michael Faradaynek, Douglas Adamsnek, George Michaelnek és George Eliotnak. A sírkertben hantolták el Adam Worth-t, a bűnözőt, aki valószínűleg inspirálója volt Moriarty professzor alakjának, akit Sherlock Holmes fő ellenfeleként ábrázolt Arthur Conan Doyle.

## Vámpírláz
A 20. századik második felére a temető elhanyagolttá vált, a sírok megroggyantak, a növényzet elburjánzott. A sírkert számos horrorfilmben volt helyszín, és emiatt újfajta érdeklődés célpontja lett: több sírt kiraboltak, megszentségtelenítettek. A Beyond the Grave (szabad fordításban: A síron túl) című könyv szerint önmagukat vámpírvadászoknak nevező emberek éjszakánként sírokat törtek fel, a holttestek mellkasába pedig kihegyezett karót döftek.
„Az ellopott holttestek furcsa helyeken jelentek meg, folyamatos riadalmat keltve a helyi lakosokban. A temető szomszédságában élő egyik lakó rémülten fedezett fel egy fej nélküli testet az autója kormánykereke mögé támasztva az egyik reggel” - fogalmaz a könyv. Az 1970-es évek vámpírlázát két bűvész, Farrant és Manchester is fűtötte, akik hivatalos vérszívóvadászatot hirdettek, tömegeket csábítva ezzel az éjszakai temetőbe.

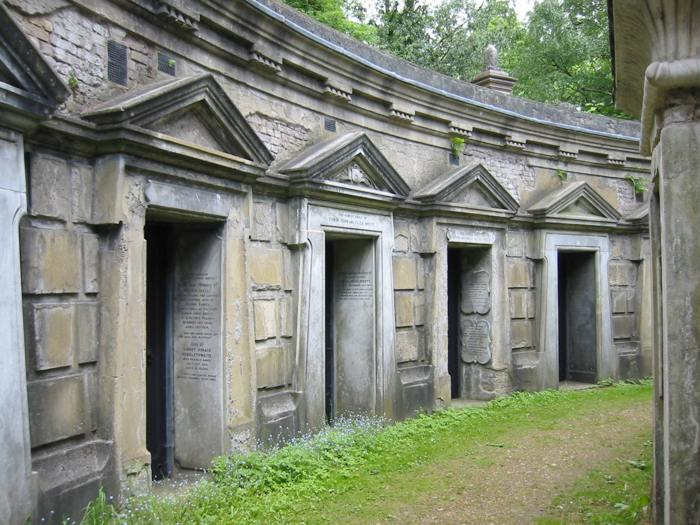
A Lebanon Circle
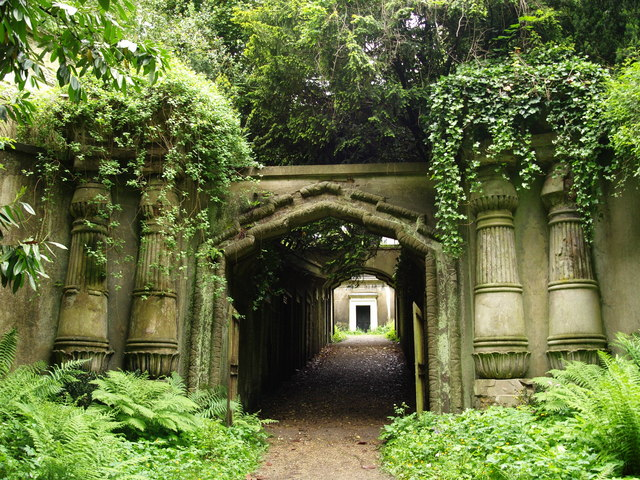
Az Egyptian Avenue kapuja
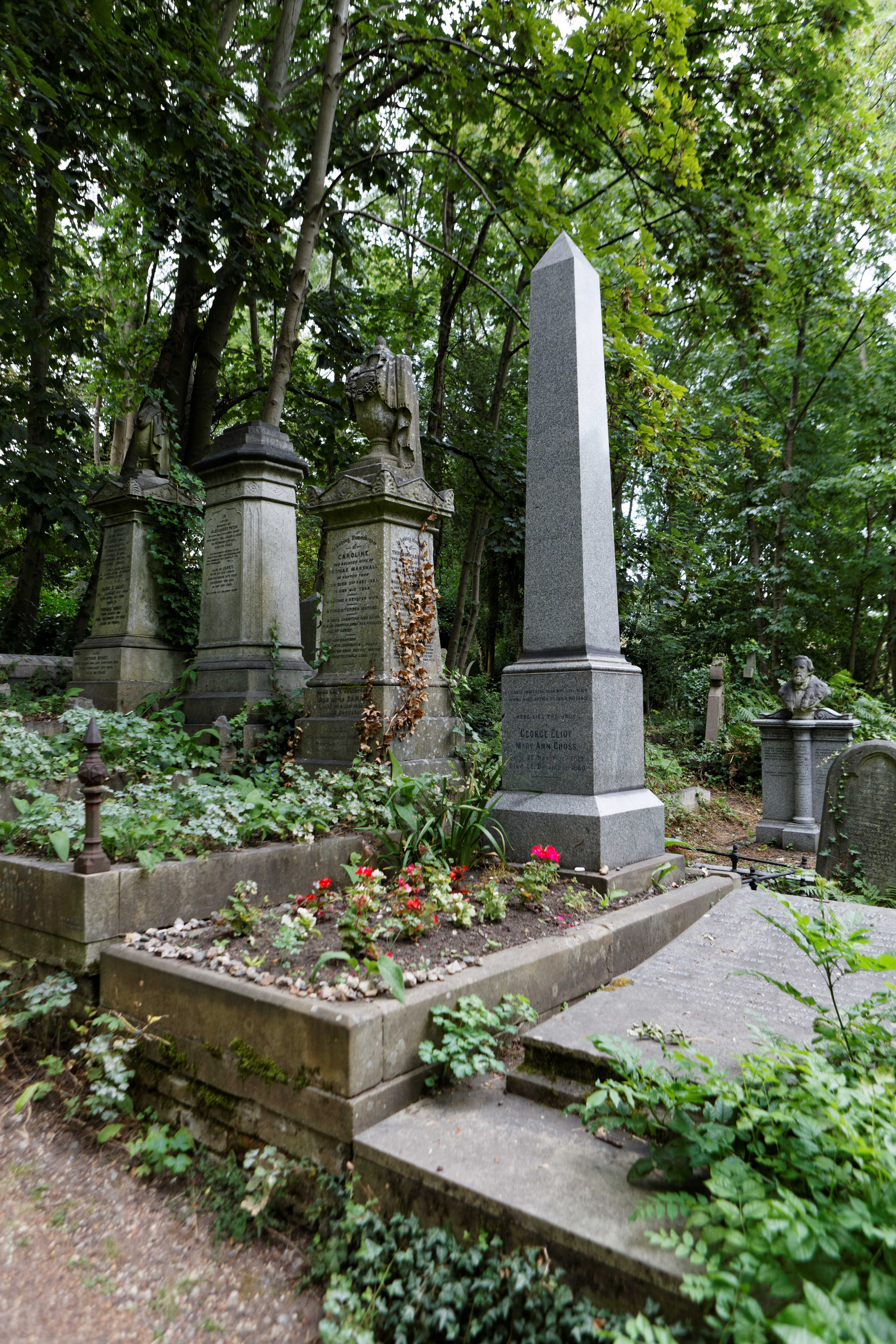
Eliot obeliszkje
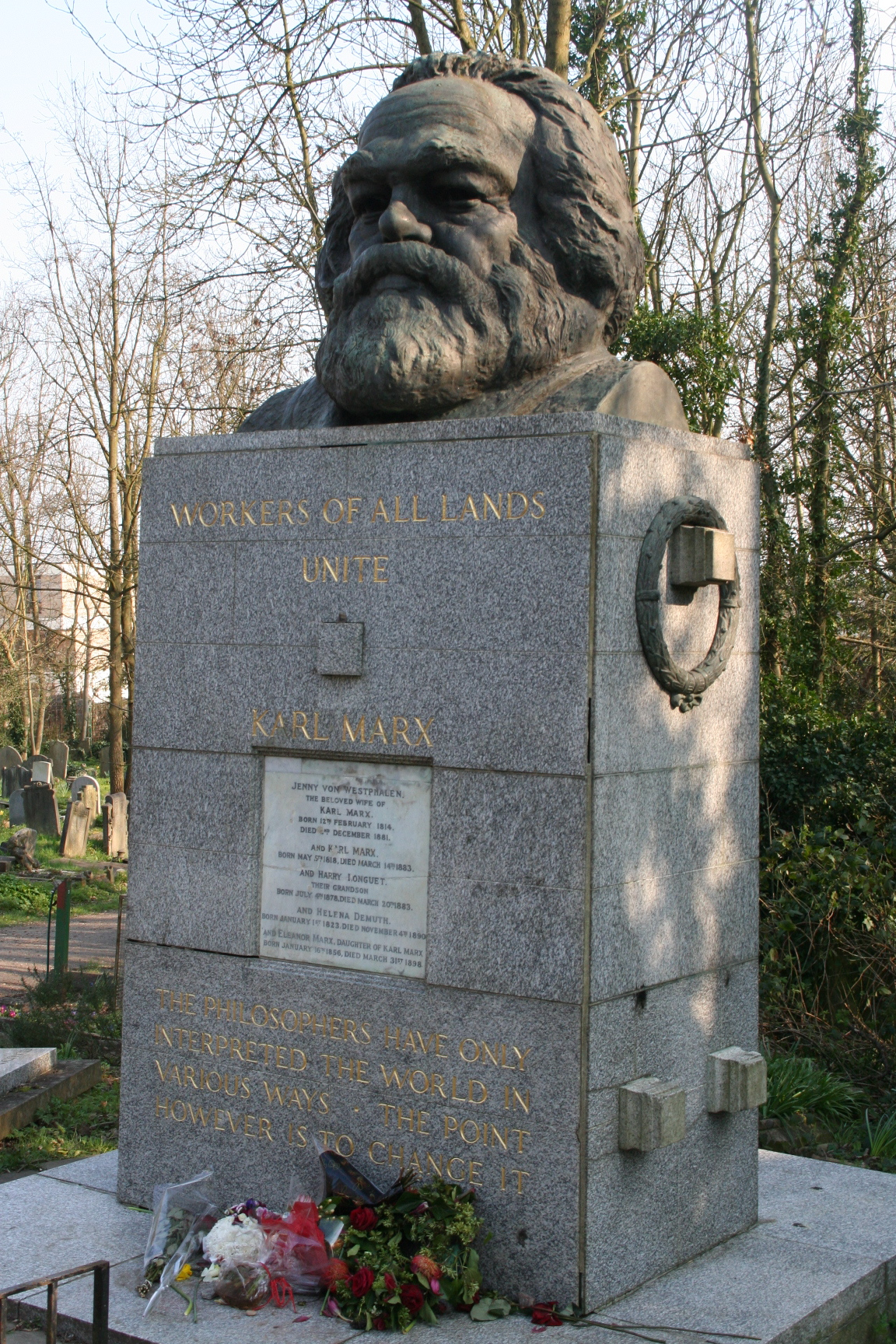
Marx sírja
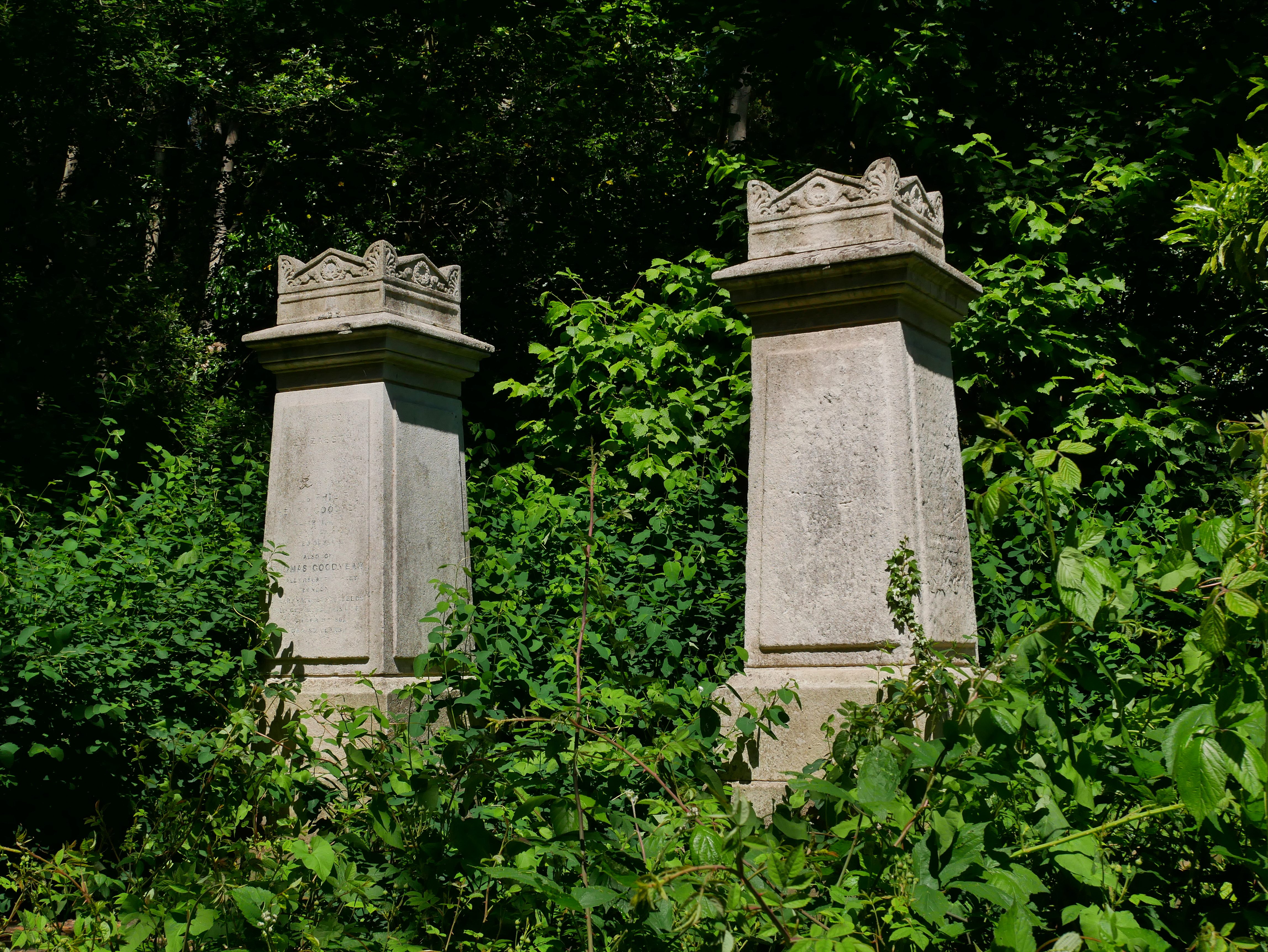
Nyugati rész